# Ford Trophy 2013/14
Die Ford Trophy 2013/14 war die 43. Austragung der nationalen List-A-Cricket-Meisterschaft in Neuseeland. Der Wettbewerb wurde zwischen dem 2. März und 5. April 2014 zwischen den sechs neuseeländischen First-Class-Mannschaften ausgetragen. Im Finale konnten sich die Wellington Firebirds gegen die Northern Knights mit 4 Wickets durchsetzen.

## Format
Die sechs Mannschaften spielen in einer Gruppe acht Spiele gegen die anderen Mannschaften. Für einen Sieg gibt es vier Punkte, für ein Unentschieden oder No Result zwei und für eine Niederlage keinen Punkt. Ein Bonuspunkt wird vergeben, wenn bei einem Spiel die eigene Run Rate die des Gegners um das 1,25-Fache übersteigt. Des Weiteren ist es möglich, dass Mannschaften Punkte abgezogen bekommen, wenn sie beispielsweise zu langsam spielen. Der Sieger des Turniers wird im Page-Playoff-System ermittelt.

## Resultate

### Gruppenphase
Tabelle
| Teams              | Sp. | S | N | U | R | NR | BP | Ded | Punkte | NRR    |
| ------------------ | --- | - | - | - | - | -- | -- | --- | ------ | ------ |
| Canterbury         | 8   | 4 | 2 | 0 | 0 | 2  | 3  | 0   | 23     | +1.380 |
| Northern Districts | 8   | 5 | 3 | 0 | 0 | 0  | 2  | 0   | 22     | +0.387 |
| Auckland           | 8   | 4 | 3 | 0 | 0 | 1  | 3  | 0   | 21     | −0.113 |
| Wellington         | 8   | 3 | 3 | 0 | 0 | 2  | 1  | 0   | 17     | −0.359 |
| Otago              | 8   | 3 | 4 | 0 | 0 | 1  | 1  | 0   | 15     | +0.237 |
| Central Districts  | 8   | 2 | 6 | 0 | 0 | 0  | 2  | 0   | 10     | −1.177 |

### Spiele
| 2. März Scorecard | Timaru | Canterbury 303-9 (50)       | – | Otago 305-5 (47.1) |
|                   |        | Otago gewinnt mit 5 Wickets |   |                    |

| 2. März Scorecard | Palmerston North | Wellington 147 (34.2)                   | – | Central Districts 150-2 (23.3) |
|                   |                  | Central Districts gewinnt mit 8 Wickets |   |                                |

| 2. März Scorecard | Auckland | Northern Districts 195 (44.4)  | – | Auckland 196-3 (38.3) |
|                   |          | Auckland gewinnt mit 7 Wickets |   |                       |

| 5. März Scorecard | Christchurch | Canterbury      | – | Wellington |
|                   |              | Match abandoned |   |            |

| 5. März Scorecard | Nelson | Auckland 307-7 (50)          | – | Central Districts 215 (39.1) |
|                   |        | Auckland gewinnt mit 92 Runs |   |                              |

| 5. März Scorecard | Hamilton | Otago 277 (49.4)                         | – | Northern Districts 282-6 (49.5) |
|                   |          | Northern Districts gewinnt mit 4 Wickets |   |                                 |

| 9. März Scorecard | Christchurch | Central Districts 94 (19.1)       | – | Canterbury 97-0 (15.2) |
|                   |              | Canterbury gewinnt mit 10 Wickets |   |                        |

| 9. März Scorecard | Hamilton | Northern Districts 257-5 (50)           | – | Auckland 147 (42.5) |
|                   |          | Northern Districts gewinnt mit 110 Runs |   |                     |

| 9. März Scorecard | Wellington | Wellington 308-5 (50)         | – | Otago 306 (50) |
|                   |            | Wellington gewinnt mit 2 Runs |   |                |

| 12. März Scorecard | Auckland | Central Districts 303-7 (50)           | – | Auckland 190 (40.4) |
|                    |          | Central Districts gewinnt mit 113 Runs |   |                     |

| 12. März Scorecard | Dunedin | Otago 327-9 (50)                 | – | Canterbury 329-6 (49.2) |
|                    |         | Canterbury gewinnt mit 4 Wickets |   |                         |

| 12. März Scorecard | Wellington | Wellington 154 (44.2)                    | – | Northern Districts 158-7 (44.3) |
|                    |            | Northern Districts gewinnt mit 3 Wickets |   |                                 |

| 15. März Scorecard | Auckland | Auckland        | – | Canterbury |
|                    |          | Match abandoned |   |            |

| 16. März Scorecard | New Plymouth | Northern Districts 270-8 (38/38)                     | – | Central Districts 104 (24.5/33) |
|                    |              | Northern Districts gewinnt mit 151 Runs (D/L method) |   |                                 |

| 16. März Scorecard | Dunedin | Otago           | – | Wellington |
|                    |         | Match abandoned |   |            |

| 19. März Scorecard | New Plymouth | Canterbury 216-8 (30/30)       | – | Central Districts 152 (26.3/30) |
|                    |              | Canterbury gewinnt mit 64 Runs |   |                                 |

| 19. März Scorecard | Hamilton | Northern Districts 215-8 (50)    | – | Wellington 216-7 (47.2) |
|                    |          | Wellington gewinnt mit 3 Wickets |   |                         |

| 19. März Scorecard | Invercargill | Otago 332-6 (50)                       | – | Auckland 235 (39/39) |
|                    |              | Otago gewinnt mit 43 Runs (D/L method) |   |                      |

| 23. März Scorecard | Auckland | Auckland 238 (49.5)          | – | Otago 165 (39.2) |
|                    |          | Auckland gewinnt mit 73 Runs |   |                  |

| 23. März Scorecard | Hamilton | Northern Districts 241-9 (50)          | – | Canterbury 226 (48.2) |
|                    |          | Northern Districts gewinnt mit 15 Runs |   |                       |

| 23. März Scorecard | Wellington | Central Districts 200 (47)       | – | Wellington 202-3 (40) |
|                    |            | Wellington gewinnt mit 7 Wickets |   |                       |

| 26. März Scorecard | Christchurch | Northern Districts 119 (44.4)    | – | Canterbury 123-4 (26.4) |
|                    |              | Canterbury gewinnt mit 6 Wickets |   |                         |

| 26. März Scorecard | Dunedin | Otago 233 (48.3)           | – | Central Districts 127 (29.3) |
|                    |         | Otago gewinnt mit 106 Runs |   |                              |

| 26. März Scorecard | Wellington | Auckland 302-7 (50)         | – | Wellington 297-9 (50) |
|                    |            | Auckland gewinnt mit 5 Runs |   |                       |

## Playoffs

### Spiel A
| 30. März Scorecard | Christchurch | Canterbury 224-9 (50)                    | – | Northern Districts 225-6 (49) |
|                    |              | Northern Districts gewinnt mit 4 Wickets |   |                               |

### Spiel B
| 30. März Scorecard | Wellington | Auckland 220 (48.3)              | – | Wellington 224-6 (44.3) |
|                    |            | Wellington gewinnt mit 4 Wickets |   |                         |

### Spiel C
| 2. April Scorecard | Christchurch | Canterbury 239-8 (50)            | – | Wellington 240-2 (46) |
|                    |              | Wellington gewinnt mit 8 Wickets |   |                       |

### Finale
| 5. April Scorecard | Mount Maunganui | Northern Districts 232-9 (50)    | – | Wellington 233-6 (49.2) |
|                    |                 | Wellington gewinnt mit 4 Wickets |   |                         |